# Hatakaze-Klasse
Die Hatakaze-Klasse (japanisch はたかぜ型護衛艦 Hatakaze-gata goeikan) ist eine Klasse von zwei Lenkwaffenzerstörern der japanischen Maritimen Selbstverteidigungsstreitkräfte (JMSDF).

## Allgemeines
Die in den 1980er-Jahren in Dienst gestellten Schiffe, deren Hauptaufgabe die U-Bootjagd und der Schutz einer Kampfgruppe vor Luftangriffen ist, basieren technisch auf der Tachikaze-Klasse. Gegenüber dieser wurde der Rumpf vergrößert, um sie auch als Flaggschiffe für Zerstörerverbände einsetzen zu können.
Sie sind die ersten Einheiten mit Gasturbinenantrieb im Dienst der Meeresselbstverteidigungsstreitkräfte.

## Einheiten
| Kennung          | Name                 | Bauwerft      | Kiellegung      | Stapellauf       | Indienststellung | Bemerkungen                        |
| ---------------- | -------------------- | ------------- | --------------- | ---------------- | ---------------- | ---------------------------------- |
| DDG-171/ TV-3520 | Hatakaze (はたかぜ)  | MHI, Nagasaki | 20. Mai 1983    | 9. November 1984 | 27. März 1986    | Schulschiff seit dem 19. März 2020 |
| DDG-172/ TV-3521 | Shimakaze (しまかぜ) | MHI, Nagasaki | 13. Januar 1985 | 30. Januar 1987  | 23. März 1988    | Schulschiff seit dem 19. März 2021 |

## Technik

### Rumpf und Antrieb
Der Rumpf eines Zerstörers der Hatakaze-Klasse ist 150 Meter lang, 16,4 Meter breit und hat bei einer maximalen Verdrängung von 5.500 Tonnen einen Tiefgang von 4,8 Metern. Der Antrieb erfolgt durch vier Gasturbinen – zwei Kawasaki Spey SM1A für die Marschfahrt und zwei Rolls-Royce Olympus TM3B für Hochgeschwindigkeitfahrten. Diese wirken auf zwei Wellen mit einer Gesamtleistung von 72.000 Wellen-PS.
Am Heck befindet sich ein Hubschrauberlandeplatz, jedoch sind die Schiffe nicht mit einem Hangar zur permanenten Stationierung eines Helikopters ausgestattet.

### Bewaffnung und Elektronik
Die Hauptbewaffnung besteht aus einem am Bug montierten Mk.13-Starter für Standard-Missile-Flugabwehrraketen (bei der Indienststellung wurden noch RIM-24 Tartar eingesetzt) und einem Mk.112-Starter für Anti-U-Boot-Raketen RUR-5 ASROC. Dieser befindet zusammen mit einem der beiden Mark-42-Geschütz vor der Brücke. Das zweite Geschütz befindet achtern hinter den Aufbauten.
Komplettiert wird die Bewaffnung durch zwei Vierfachstarter für RGM-84-Harpoon-Seezielflugkörper, je ein an der Seite befindliches schwenkbares Dreifachtorpedorohr sowie zwei Phalanx-Nahbereichsabwehrsysteme.
Zur Luftraumüberwachung wird ein 3D-Radar vom Typ SPS-52C verwendet, das sich auf dem Gittermast befindet. Vor diesem befinden sich  oberhalb der Brücke zwei Feuerleitradare vom Typ SPG-51C und auf dem achterlichen Deckshaus ein Seeaufklärungsradar vom Typ OPS-28B.
Zur Ablenkung anfliegender Flugkörper befinden sich auch zwei Düppelwerfer an Bord.